# Lasserre (restaurante)

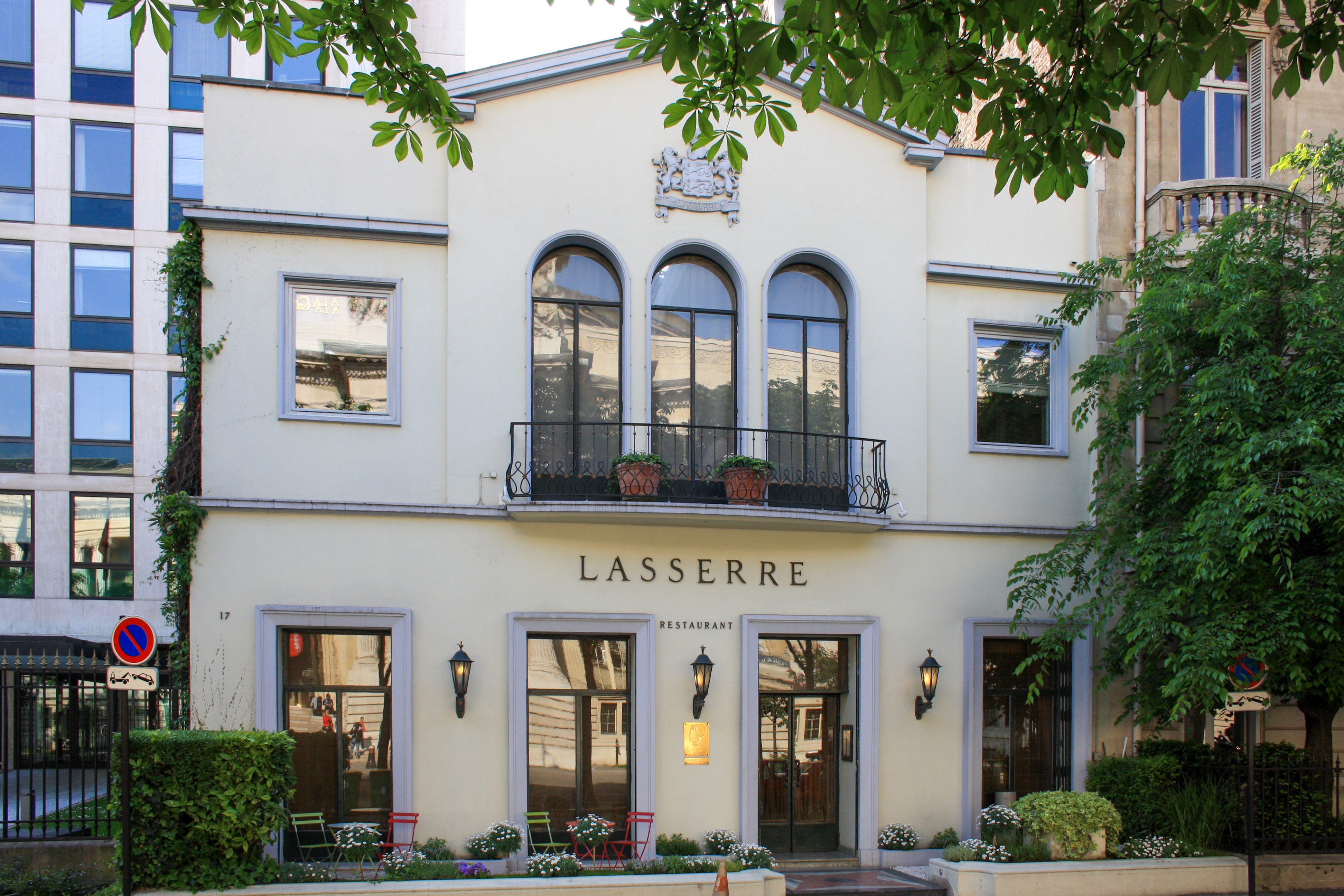
Fachada del restaurante, en París.

Lasserre es un restaurante ubicado en el barrio de los Campos Elíseos en el 8avo distrito de París, Francia. Es un restaurante tradicional especializado en platillos de la gastronomía francesa.

## Historia
El restaurante fue creado por René Lasserre en 1942. Recibió su primera estrella Michelin en 1949, una segunda estrella en 1951. Y en 1962, se lo distinguió con la tercera estrella la que luego perdió en 1983.
Entre los comensales habitues de Lasserre se cuentan André Malraux, Marc Chagall, Salvador Dalí, Romy Schneider, Audrey Hepburn, Jean-Claude Brialy y Frédéric Dard. Durante una comida en Lasserre, Chagall decidió pintar el cieloraso de la Opéra Garnier.
René Lasserre creó platillo renombrados como el pato aromatizado a la naranja de Challans, la paloma de André-Malrauxn, los macarrones de trufa y foie gras, y el timbal Élysées-Lasserre. Entre el 2001 y 2010, la cocina de Lasserre' estuvo al comando de Jean-Louis Nomicos, ex chef de La Grande Cascade que se había formado con Alain Ducasse. En el 2010 Nomicos fue reemplazado por Christophe Moret del Plaza Athénée, posteriormente en el 2016 por  Michel Roth. Desde septiembre del 2018, Nicolas Le Tirrand ha sido el chef de Lasserre, acompañado por el chef de pastelería Jean Lachenal.
El restaurantes es conocido por tener un techo transparente. El comedor interior fue completamente redecorado en el 2017. 
Desde el 2015, el restaurante posee una estrella Michelin.